# 风湿木
风湿木（学名：Rauvolfia latifrons）为夹竹桃科萝芙木属的植物。分布于中国大陆的广西、广东等地，多生长在路旁灌木丛中、山地水沟边或丘陵山谷密林石上，目前尚未由人工引种栽培。

## 别名
阔叶萝芙木（广东林学院研究报告）